# Bataille de Ane
La bataille de Ane a mis aux prises, le 28 juillet 1227, Otto II de Lippe, évêque de la principauté d'Utrecht, et les révoltés de Drenthe conduits par Rudolf de Coevorden (nl). Elle s'est déroulée à proximité du village d'Ane, dans l'actuelle province d'Overijssel aux Pays-Bas. Rudolf de Coevorden a remporté une victoire éclatante, Otto de Lippe mourant au cours du combat.
Le compte rendu de la bataille est tiré du Quaedam narracio (en) de Groninghe de Trentis de Covordia et diversis aliis sub episcopis traiectensibus ("Une histoire de Groningue et de Drenthe de Covorde et divers autres choses sous les évêques d'Utrecht"), un manuscrit du début du XIIIe siècle,.

## Contexte
Au milieu du XIe siècle, les évêques d'Utrecht ont reçu du Saint-Empire les terres de Groningue, Overijssel et Drenthe comme fief. Les habitants de Drenthe étaient mécontents de leurs droits et des taxes levées par l'évêque d'Utrecht. Les seigneurs locaux de la ville de Coevorden, bien que nominalement sous l'autorité de l'évêque, ont commencé à s'opposer à lui.

## La bataille
Le 28 juin 1227, les armées de l'évêque d'Utrecht, Otto II de Lippe, et un important contingent de Drenthois conduit par le burgrave Rudolph de Coevorden (aussi nommé Rudolph II de Coevorden) se firent face sur champs ouvert près du village aujourd'hui appelé Ane. L'évêque avait voyagé jusque-là pour rappeler à l'ordre la province rebelle de Drenthe et avait rassemblé beaucoup de ses chefs de guerre pour l'épauler, accompagnés de quelques groupes armés fournis par les évêques de Münster et de Cologne.
Les Drenthois savaient qu'ils n'avaient aucune chance s'ils rencontraient l'armée ennemie sur ce terrain et ils manœuvrèrent pour diriger l'armée épiscopale dans une zone de terre molle et marécageuse appelée 'Mommenriete'. Les chevaux de l'armée de l'évêque s'enfoncèrent dans le sol et les chevaliers encombrés dans leurs lourdes armures furent incapables de combattre correctement. L'armée rebelle de Drenthe était plus légèrement équipée et plus habituée à se battre sur ce type de terrain. Cette situation où des chevaliers en armure sont battus par des forces armées plus légères en raison du terrain difficile comporte beaucoup de points communs avec la bataille des éperons d'or en Flandre en 1302.
Les rebelles de Drenthe réussirent à battre les forces de l'évêque et tuèrent la plupart d'entre elles, y compris l'évêque Otton II de Lippe ainsi que nombre de ses chefs de guerre alliés.

## Conséquences
Le successeur d'Otton, Wilbrand d'Oldenburg appela le peuple frison pour le soutenir contre les Drenthois rebelles. Cela conduisit à la guerre friso-drenthoise en 1231-1233, qui fut tout d'abord gagnée par les drenthois. En 1233, le successeur de Wilbrand, Otton III de Hollande réussit à mater avec succès la rébellion en regroupant une armée imposante.
En signe de soumission, les Drenthois durent construire puis entretenir un monastère, Sancta Maria de Campe (Maria in Campis (nl) aussi nommé Mariënkamp) près de Coevorden. Le site se révéla inconstructible et le monastère fut déplacé près de Rolde en 1258. Plus tard, le monastère se développa pour devenir la ville d'Assen, la capitale actuelle de la province de Drenthe.
En 1967, un monument fut élevé près d'Ane pour commémorer cette bataille. Il porte une inscription en sud-drenthois : « Slag bi'j Aone, 28 juli 1227, zie vocht'n ok veur oenze vri'jheid. » ("Battaile d'Ane, 28 juillet 1227, ils combattirent aussi pour notre liberté.")

## Pertes de la noblesse
- Gérard III de Gueldre, comte de Gueldre (blessé)
- Seigneur Gijselbert d'Amstel (nl)
- Otto de Lippe (ou Otto II de Lippe), évêque d'Utrecht
- Thierry de Lippe (de) (ou aussi Thierry de Deventer, frère d'Otto de Lippe), prévôt de Deventer et d'Oldenzaal, évêque de Münster
- Gérard de Lippe, évêque de Brême[7]
- Le seigneur d'Arkel, et son cousin
- Berend de Horstmar (nl), chevalier croisé
- Rudolf, comte de Goor
- Thierry V, comte de Clèves (blessé)
- Baudoin I de Bentheim (nl), comte de Bentheim (aussi Benthem) (aujourd'hui Bad Bentheim) et burgrave d'Utrecht.
- Engelbert de Groningue, seigneur de Groningue
- Egbert de Groningue, bailli de Groningue
- Lambertus de Nettelhorst (nl), chevalier (mort)

Willem Nagge mentionne dans sa chronique du XVIIe siècle Histoire de l'Overijssel près de 140 autres noms de nobles. Il a fondé cette liste sur une chronique manuscrite.

## Sources
- Magnin, Jean Samuel (1851). Geschiedkundig schoolboek van Drenthe (en néerlandais). Groningen: J. Oomkens J. Zoon.